# تي إس. كيريغان
تي إس. كيريغان (بالإنجليزية: T. S. Kerrigan)‏ هو مؤلف وكاتب ومحامي أمريكي، ولد في 15 مارس 1939 في لوس أنجلوس في الولايات المتحدة.